# 哈布气河
哈布气河，位于中华人民共和国内蒙古自治区呼伦贝尔市扎兰屯市，是嫩江水系绰尔河的右岸支流，发源于扎兰屯市柴河镇兴安林场以西与阿尔山市交界处的大兴安岭东麓，蜿蜒向东北流经兴安林场、火炬村等地，于长征村东南汇入绰尔河。河流全长85.2千米，流域面积1097.5平方千米，河道平均比降5.9‰，年均径流量1.5亿立方米。哈布气河流域地处大兴安岭东麓支脉的中低山区，两岸林木繁茂，森林覆盖率达62.6%。流域内人烟稀少，经济以森林加工业为主，尚属原生态纯自然河流。